# Cyborg 2087
Cyborg 2087 este un film SF din 1966. A fost regizat de Franklin Adreon după un scenariu de Arthur C. Pierce.

## Prezentare
Garth A7 (Michael Rennie), un cyborg din viitorul anului 2087, călătorește în timp până în 1966 pentru a-l împiedica pe profesorul Sigmund Marx (Eduard Franz) să-și dezvăluie noua descoperire, idee care va face posibilă controlul minții și va crea o tiranie în timpul lui Garth. El este urmărit de doi „Traceri” (de asemenea, cyborgi) pentru a-l opri.
Garth cere ajutorul doctorului Sharon Mason (Karen Steele), asistenta lui Marx. El o determină să-l cheme pe prietenul ei, medicul Zeller (Warren Stevens) pentru a-i scoate un dispozitiv folosit de Traceri pentru a-l urmări. Șeriful local (Wendell Corey) este și el implicat în acest proces.
Garth îi învinge pe Traceri și îl convinge pe profesorul Marx să-și țină descoperirea în secret. Apoi, viitorul său fiind șters, Garth încetează să mai existe; iar oamenii care l-au ajutat nici nu-și mai amintesc de el.

## Distribuție
- Michael Rennie - Garth
- Karen Steele - Dr. Sharon Mason
- Wendell Corey - șeriful
- Warren Stevens - Dr. Zeller
- Eduard Franz - Professor Sigmund Marx
- Harry Carey, Jr. - Jay C
- Dale Van Sickel - Tracer #1
- Troy Melton - Tracer #2

## Producție
În 1966, United Pictures Corporation (UPC) a fost creată pentru a produce filme de lung metraj pentru a fi transmise în principal în rețelele de televiziune, compania a fost finanțată inițial de firme petroliere canadiene.
Primele filme, regizate de Francis D. Lyon, Castle of Evil și Destination Inner Space au fost filmate în paisprezece zile în 1966, în același an au mai fost realizate încă două filme Dimensiunea 5 și Cyborg 2087 regizate de Franklin Adreon după scenarii de Arthur C. Pierce. Regizorul Francis D. Lyon a declarat: "Nu recomand această abordare în grabă ca o practică, pentru că va avea de suferit calitatea".
Toate filmele UPC, în afară de primul lor film, Castle of Evil, au fost vândute rețelei de televiziune americană CBS.

## Legături externe
- Cyborg 2087 la Internet Movie Database
- Cyborg 2087 la TCM Movie Database

## Vezi și
- Listă de filme științifico-fantastice din anii 1960‎